# Vinagora
Vinagora är ett samhälle i norra Kroatien. Samhället har 41 invånare (2011) och ligger i Pregradas kommun i Krapina-Zagorjes län i norra Kroatien. I samhället ligger Jungfru Marie besökelses kyrka.

### Fotnoter
1. 1 2  ”Census of Population, Households and Dwellings 2011, First Results by Settlements” (på engelska och kroatiska) ( PDF). Kroatiska statistiska centralbyrån. Arkiverad från originalet den 19 augusti 2014. https://web.archive.org/web/20140819030849/http://www.dzs.hr/Hrv_Eng/publication/2011/SI-1441.pdf. Läst 22 februari 2014.